# Completamente tuya
Completamente tuya es el título del segundo álbum de estudio grabado por la cantante mexicano-estadounidense Marisela.
El álbum fue lanzado al mercado bajo el sello discográfico CBS Records Profono en el año 1985 después del enorme éxito de Sin él (1984), el disco es producido por Xavier Santos músico oaxaqueño (específicamente, de Río Grande) quien compone los siete temas principales y de más éxito: "Siénteme, ámame, quiéreme", "Así de fácil", "Ahora no", "Enamorada y herida", "Completamente tuya", "Muriendo de amor" y "A cambio de qué". y por Aníbal Pastor quien compone tres de las diez canciones ("Sola con mi soledad", "Mi problema" y "Cariño mío, amigo mío")
El álbum consigue disco de platino y disco de oro, consiguiendo 12 millones de copias vendidas a nivel mundial, las canciones más exitosas del disco son "Enamorada y herida", "Sola con mi soledad", "Cariño mío, amigo mío", "Completamente tuya", "Mi problema" y "Muriendo de amor" el cual se convierte en el mejor tema bailable en las discos de California”

## Lista de canciones
| Completamente tuya |                             |               |          |  |
| N.º                | Título                      | Escritor(es)  | Duración |  |
| 1.                 | «Sientame, ámame, quiéreme» | Xavier Santos | 4:21     |  |
| 2.                 | «Así de fácil»              | Xavier Santos | 4:16     |  |
| 3.                 | «Ahora no»                  | Xavier Santos | 3:15     |  |
| 4.                 | «Enamorada y herida»        | Xavier Santos | 3:33     |  |
| 5.                 | «Mi problema»               | Aníbal Pastor | 3:05     |  |
| 6.                 | «Completamente tuya»        | Xavier Santos | 3:47     |  |
| 7.                 | «Muriendo de amor»          | Xavier Santos | 3:33     |  |
| 8.                 | «Cariño mío, amigo mío»     | Aníbal Pastor | 3:50     |  |
| 9.                 | «Sola con mi soledad»       | Aníbal Pastor | 3:45     |  |
| 10.                | «A cambio de qué»           | Xavier Santos | 3:30     |  |

- Datos: Q5780035